# こいこい★生徒会
『こいこい★生徒会』（こいこいせいとかい）は、あらきかなおによる日本の漫画作品。アスキー・メディアワークス刊『月刊コミック電撃大王』2009年1月号より2013年4月号まで連載された。

## ストーリー
幼・小・中・高を併設するマンモス一貫校の五楽学園は男女共学であるが、平時は男子校舎と女子校舎に分かれて授業を受けることになっている。唯一の例外は学園が力を入れているクラブ活動で、部活動の時間だけは互いに校舎を行き交っても良いことになっているが大小300余の部・サークルが乱立する余り無秩序化が深刻な問題になっていた。
高等部へ進級したばかりの五光カルタは中等部では剣道部に属していたが、ナンパ目的で入部する男子が多いことに嫌気が差してクラブ活動をしないことに決めていた。ところが、校舎裏の林で食材集めのために栗拾いをしていた所を生徒会長の羽集院岩槻にスカウトされ、訳が分からない内に生徒会書記へ任命されてしまう。

## 登場人物

### 五楽学園高等部生徒会
五光 カルタ（ごこう カルタ）
主人公。1年生・書記。低身長だが巨乳のため、Lサイズの制服でないとボタンが留められないとの理由によりLサイズの制服を袖無しに改造して着用している。幼・小・中・高と一貫して五楽学園に通っているが、日々の食事にも事欠く貧乏生活を送っており校舎裏の林で食材集めをするのが日課になっている。
中等部では剣道部に所属していたが、ナンパ目的で入部する男子の多さに嫌気が差して退部。高等部ではクラブに所属しないことに決めていたが、生徒会長の羽集院にスカウトされて書記に任命される。
羽集院 岩槻（はしゅういん いわつき）
2年生・生徒会長。常に仮面とマフラーを着用しており、素顔は謎に包まれている。学園内の秩序を乱しかねない部活動が出てきていることを問題視しており、生徒会執行部を挙げて規制強化を打ち出すが、自身の多忙のためカルタをスカウトした。外見通り気取ってはいるものの、それ以上にフランクな性格。
竹ノ内 一馬（たけのうち かずま）
2年生・生徒会副会長。羽集院の右腕として執行部を支えている。初期は後ろ側でただニコニコとしているだけであったが、ボケ通しの生徒会長・それをただ見守るカルタ・無口なてまりという生徒会メンバーの中において、必然的にツッコミ役になった。
江戸屋 てまり（えどや てまり）
2年生・会計。お尻にとどくポニーテールと作者の描くキャラクターの多くに共通する「袖っ子」状態の着こなしが特徴。カルタが書記に就任するまでは生徒会で唯一の女子であった。おとなしい才女だが人見知りが激しい。

### ラーメン部関係者
桜川 とも（さくらがわ とも）
眉毛が特徴的な、カルタの10年来の親友。ラーメン部に所属していたが、インスタント派・とんこつ派・しょうゆ派の内部抗争で部が分裂したことから最少勢力のしょうゆラーメン部を率いている。一人称は「ともちゃん」。
部長（ぶちょう）
旧ラーメン部および分裂したとんこつラーメン部の部長。ともがラーメン部に入部した動機は部長に対する片想いであったが、部長の本命は部員の八橋（男）であった。
八橋（やつはし）
とんこつラーメン部の部員。ともの色仕掛けにかかり、ラーメン部に入部するが、部長が本命であるともからは敬遠されており、この三角関係がしょうゆラーメン部分裂の契機となった。

### その他
羽集院 春日（はしゅういん かすが）
中等部二年（13歳）。生徒会長の妹で、オーストラリアへ留学していたが文化祭を前に帰国。コアラを連れている。
物を隠したり、生徒会長を誹謗するビラを配布するなどして会長の退任を迫るが、本当は兄のことが好きないわゆるツンデレ。負けん気が強く、勝負事には勝つつもりで望むが、知識としてルールを知っている程度なので大抵すぐ自滅する。
「お兄ちゃんを毎日迎えに来るけなげな美少女」として男子の間ではファンクラブも存在。
小松 月（こまつ つき）
高等部一年（15歳）。かくれんぼ部所属。
小柄でやや幼い性格。文化祭の出典を賭けた生徒会との勝負に敗れ、文化祭では警備班を担当。
カルタ・ともとは小学生の頃からの同級生で、プール授業の日には（制服すら羽織らず）水着で登校する（本人曰く「合理的」）活発な子供だった。
イノ
応援団団長で、チア部部長・ぼたんの実弟。大阪弁。
硬派を理由にチア部との伝統のダブル応援を拒絶するが、実際はチアのミニスカやスコートに赤面しながら「見せんなキモイねん」と反応する小学生並みの純情少年。
上記の理由からぼたんとは距離を置きたがっているが、有事の際は必死に守ろうとするなど非常に姉思い。
大阪人の武器はお笑いであるとして繰り出す渾身のギャグは非常に低レベル（「布団がふっとんだ」など）。昔はお姉ちゃんっ子で、ちびでおまめ扱いされていた。
ぼたん
チア部部長。応援団団長・イノの実姉で、イノからは「ぼたん姉」と呼ばれている。大阪弁。
イノの事は溺愛しており、積極的にスキンシップを図ろうとする。
頻繁に物を落とすなど大雑把な性格だが部員からの人気は高く、チア部は「ぼたんさん親衛隊」を自認している。
のり
女装部部員。美少女に見えるが男性。
流行と下心から女装をしているだけの他の部員と違い、卒業したら本当の女性になりたいと真剣に考えている。
問題を起こし廃部になった女装部に変わり、新たに女の子部を設立。
青ノ札（あおノふだ）
配達部部員。
てまりの出した手紙を横領しようとする部長に容赦ない鉄拳を食らわせるなど、職務には非常に忠実。
鳳凰 翔（ほうおう かける）
ホスト部部長。
善良会計を装い法外な裏メニューで女生徒を陥れ、バイトとしてバニー姿でタダ働きをさせていた。
卓球部部長
何故か眼帯をしてエレキギターを弾いており、「ロック」が口癖。
文化祭用のゲーム景品予算を打ち合わせ用のお茶菓子に使い込んでしまい、「素敵な景品」と称して脱衣卓球で客を引いていた。
雁屋（かりや）
代打部部長。様々なクラブのピンチをお助けしている。
鶯
温泉部部長。
生徒会を温泉に招待しつつ、部費アップを賭けてクイズ勝負を申し込む。
鶴見
温泉部副部長。
柳 流（やなぎ ながれ）
水中騎馬戦部部長。レズビアンで、自称「恋人はそばに置きたい派」。
水泳系クラブの女子に片端から手を出しては部長・部員問わず吸収していたため、水中騎馬戦部以外の水泳系クラブが全て廃部届けを出すという事態を巻き起こした。
幕里 志摩（まくり しま）
縞パン部部長。
黒髪ストレートに黒タイツ、瓶底眼鏡という一見優等生風の外見だが、縞パンの芸術性を熱く語り、無理矢理カルタのパンツを脱がせ縞パンに履き替えさせようとする変人。
デイジーひなの
占い部所属。水晶を使った恋占いが専門。
占いといっても、肯定的な言葉で占いを受けにきたカップルをくっつけようとするもので、愛のためには虚言も辞さない主義。
掘土 小丸（ぽると こまる）
パジャマ部部長。パジャマパーティを開催している。
かよわいと称しつつ意外と力が強い。
ベビーシッター部部長

萩 和泉（はぎ いずみ）
小等部の和泉式部と呼ばれる恋多き女の子。
一馬に告白し失恋するも、直後にぶつかった別の男子に即告白する。
越後（えちご）
特撮部所属。怪獣「ゾゾラ」の着ぐるみを担当しているが、役になりきるあまり徘徊して人を襲っている。

## 単行本
1. 2009年7月27日初版、ISBN 978-4-04-867978-7
2. 2010年6月26日初版、ISBN 978-4-04-868683-9
3. 2011年5月27日初版、ISBN 978-4-04-870533-2
4. 2012年2月27日初版、ISBN 978-4-04-886407-7
5. 2013年5月27日初版、ISBN 978-4-04-891572-4